# Mierzeszyn

Nieoficjalny herb wsi Mierzeszyn

Mierzeszyn (niem. Meisterswalde, kaszub. Miérzëszëno) – wieś w Polsce położona w województwie pomorskim, w powiecie gdańskim, w gminie Trąbki Wielkie, ok. 30 km na południowy zachód od Gdańska na skrzyżowaniu dróg wojewódzkich nr 226 i 233. Na północ od wsi znajduje się Jezioro Małe o powierzchni 12,5 ha.
Miejscowość jest siedzibą parafii rzymskokatolickiej św. Bartłomieja Apostoła, należącej do dekanatu Trąbki Wielkie w archidiecezji gdańskiej.
W Mierzeszynie znajduje się Zespół Szkolno-Przedszkolny, składający się ze szkoły podstawowej oraz przedszkola. Budynek szkolny pochodzi z 1760 roku.
Nazwa „Mierzeszyn” może pochodzić od staropolskiego imienia Mierzech. Nastąpił w niej rozwój z -ir na -er. W dokumentach pojawiła się dość późno, bo dopiero w 1726 roku. Wcześniej stosowano przede wszystkim nazwę niemiecką Meisterwaldt. Pierwsze słowiańskie nazwy wsi pochodzą z 1526 – „Nieraszyno”, następnie 1664 – „Mieroszyn”, aż w końcu przekształciła się w formę obecną w 1726 roku. W czasie zaboru pruskiego i Wolnego Miasta Gdańska używano nazwy Meisterwalde. Po wojnie przywrócono nazwę Mierzeszyn.
Do 2011 roku w Mierzeszynie istniał urząd pocztowy, który powstał w 1891 roku. Komunikację zapewniają autobusy linii 859 Gdańsk - Pruszcz Gdański - Trzepowo oraz autobusy gminne do Trąbek Wielkich.
Niedaleko Mierzeszyna znajduje się pomnik przyrody. Jest nim głaz narzutowy o dużych rozmiarach.
W latach 2010-2020 w miejscowości istniał klub piłkarski Olimp Mierzeszyn.

## Historia
Mierzeszyn to stara pomorska osada, której początki sięgają czasów, gdy wiara chrześcijańska zdobywała sobie pierwszych wyznawców na tych terenach (X – XIII wiek). Pierwsza udokumentowana wzmianka o wsi pochodzi z 1356 roku, kiedy to został wydany przez komtura gdańskiego Winrycha von Kniprode dokument lokacyjny dla Mierzeszyna.

### Od pierwszych śladów osadnictwa do roku 1308
Na terenie Wyżyny Gdańskiej, na której leży Mierzeszyn, występują dowody osadnictwa od epoki brązu, przez wczesną epokę żelaza, okres wpływów rzymskich i całe wczesne średniowiecze. Odkryto tu relikty osad, których mieszkańcy trudnili się rolnictwem, oraz cmentarzyska grobów skrzynkowych z popielnicami twarzowymi. Cmentarzyska te należą do ludności kultury pomorskiej.
Mierzeszyn powstał przy trakcie kupieckim wiodącym z Gdańska do Kościerzyny. Początki wsi sięgają X-XII wieku. W XIII wieku Mierzeszyn leżał w krainie lubiszewsko-tczewskiej, której północno-zachodnia granica przebiegała przez miejscowości: Trąbki Wielkie, Gołębiewo Wielkie, Postołowo, Mierzeszyn, Pomlewo, Przywidz i pokrywała się z granicą dekanatu tczewskiego w XVI wieku oraz należał do kasztelanii tczewskiej.
Z okresu, kiedy Pomorzem Gdańskim władali książęta wschodniopomorscy, a więc z XII-XIII wieku, nie posiadamy żadnych konkretnych informacji dotyczących Mierzeszyna. Nie sposób więc dociec, kto był właścicielem wsi. Pierwsze wzmianki o tej miejscowości pochodzą dopiero z czasów panowania krzyżackiego na ziemi gdańskiej.

### Od zajęcia Pomorza przez Krzyżaków w 1308 do pokoju toruńskiego w 1466 roku

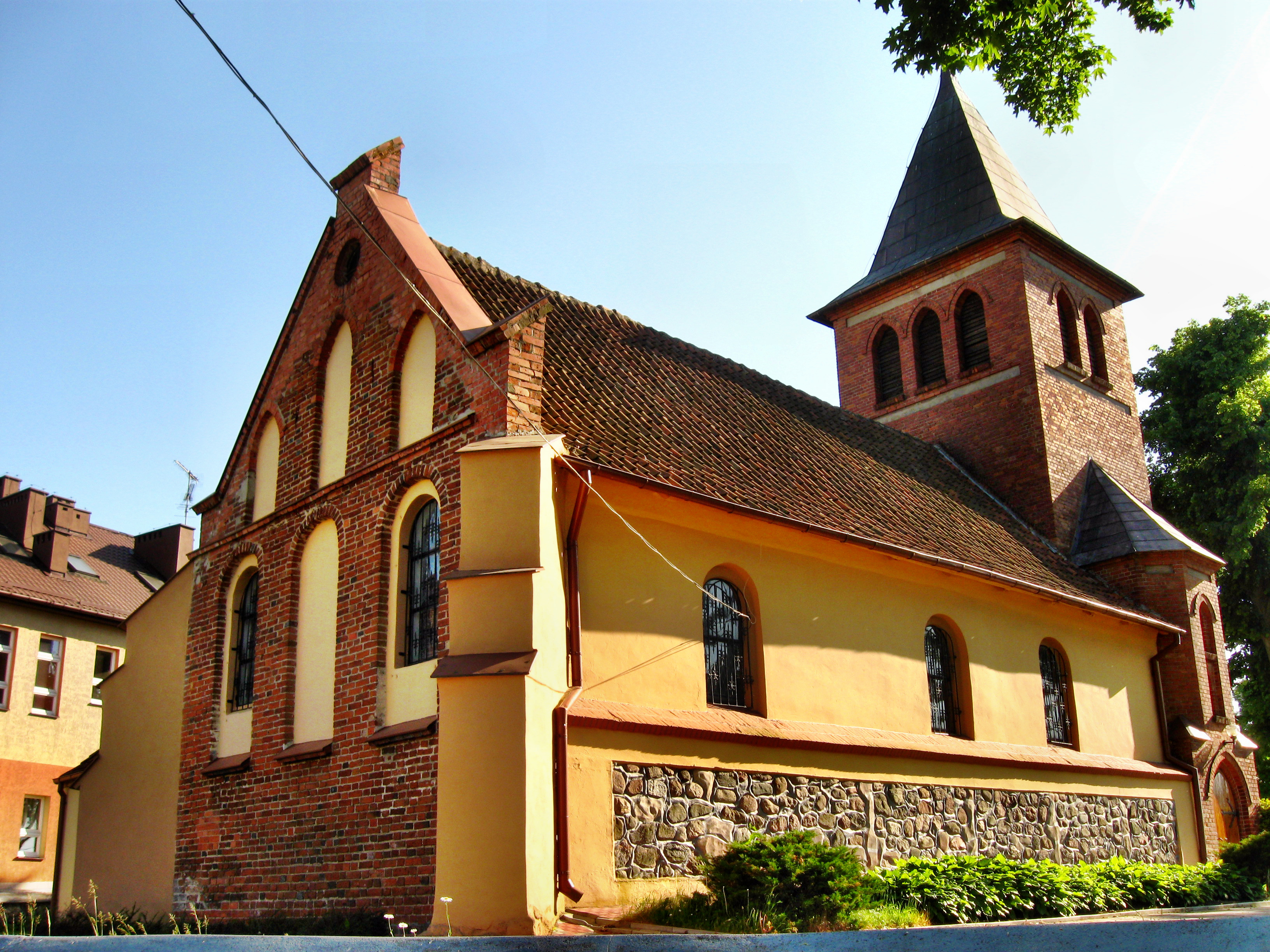
Kościół pw. świętego Bartłomieja

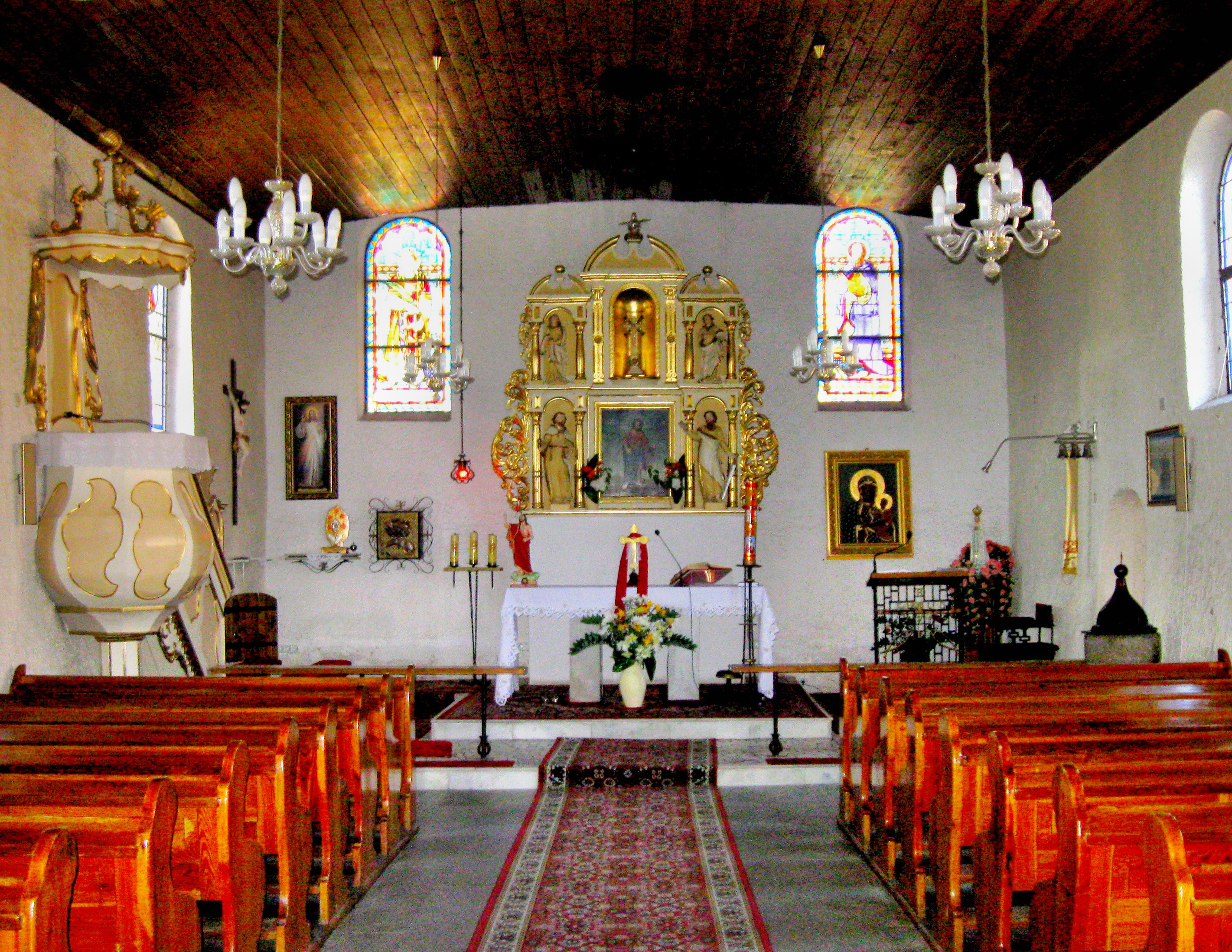
Wnętrze kościoła pw. świętego Bartłomieja

Po zajęciu Pomorza Wschodniego w roku 1308/9, co zostało potwierdzone w 1343 w Kaliszu, gdzie król Kazimierz Wielki zrzekł się Pomorza, Krzyżacy przystąpili do utwierdzania swojej władzy na tym terenie.
Mierzeszyn otrzymał swój dokument lokacyjny w roku 1356, kiedy to 2 lutego w Lubinku na dworze zakonnym wójtostwa Tczew, mistrz zakonu krzyżackiego Winrych von Kniprode, przekazał w posiadanie na prawie chełmińskim wiernemu słudze Bartuszowi wieś zwaną Meisterwaldt. Było to 60 włók ziemi, z czego Bartusz i jego prawowici potomkowie mieli odziedziczyć 6 włók wolnych od czynszu na zasadzie wieczystego posiadania i do tego urząd sołtysa. Cztery włóki miały pozostać wolne dla proboszcza. Od pozostałych 50 włók przez wszystkie lata mieszkańcy mieli przekazywać w dzień św. Marcina pół miarki od każdej włóki, duże kury oraz odpracować dwa dni. Do tego dochodzą jeszcze pieniądze dla biskupa oraz dla proboszcza pół korca pszenicy i pół korca owsa od włóki. Wieś została przeznaczona do zasiedlenia przez chłopów niemieckich. Potwierdzenie realizacji tego zarządzenia mamy w roku 1372, kiedy to wójt Tczewa za zgodą wielkiego mistrza krzyżackiego przekazał grubemu Otto i jego prawowitym spadkobiercom młyn w Mierzeszynie i 2 włóki ziemi na prawie chełmińskim wolne od czynszu przez trzy i pół roku.
W wielkiej księdze czynszów zakonu czytamy, że Mierzeszyn posiada 50 włók, od których powinien płacić czynsz. Odnotowano tam, że 29 włók jest zajętych, 2 włóki są wolne jeszcze tylko w tym roku, a 5 będzie wolnych jeszcze dwa lata. Czynsz od jednej włoki wynosił pół marki. Wioska płaciła również czynsz w wysokości 3 marek od nadmiaru.
W czasie rządów krzyżackich na pomorzu Gdańskim Mierzeszyn był wsią czynszową wójtostwa tczewskiego, leżącą w okręgu Sobowidz. Rządy zakonu ostatecznie zakończył pokój w Toruniu, który 19 października 1466 roku przyznał Pomorze Polsce.

### Lata od 1466 do 1772
Po pokoju toruńskim Mierzeszyn został włączony w granice Prus Królewskich i do wchodzącego w ich skład województwa pomorskiego.
Wraz z podpisaniem traktatu pokojowego zmianie uległa dotychczasowa własność zakonna. Dobra zakonne od tego momentu stały się własnością królewską. Królewszczyzny były oddawane przez króla w dożywotnią dzierżawę bogatym szlachcicom polskim i pomorskim, którzy udzielali mu pożyczek. Tak właśnie było z Mierzeszynem.
Pierwszymi właścicielami wsi byli starostowie sobowidzcy: Ambroży von Baysen-Pempowski od roku 1511 i jego następca na tym stanowisku Jerzy von Baysen do roku 1545. Potwierdza to dokument królewski z 18 czerwca 1526 roku. 20 października 1545 Baysenowie sprzedali wieś Michałowi von Senslau, który swój żywot skończył tragicznie, ponieważ został obrabowany i zamordowany przez miejskiego pachołka z Pruskiej Karczmy. Po Michale właścicielem Mierzeszyna został jego syn Jan, który w latach 1550-53 jest wymieniony jako dłużnik wielkiego domu towarowego Loitz w Gdańsku. Jan był tentuariuszem wsi do roku 1570.
W tym roku dobra mierzeszyńskie przejął starosta tczewski Jan von Schorz. W czasie gdy właścicielami wsi była rodzina von Schorz, zamieszkiwało je 383 osadników, w tym 204 w samej wsi, a 79 w okolicznych folwarkach. Wśród ludności wiejskiej było 10 rzemieślników i 4 zagrodników. Z rodziną von Schorz wiąże się reformacja w dziejach Mierzeszyna. Gdy zasady luterańskiej wiary dotarły na Pomorze, von Schorzowie przyjęli je za swoje i zaczęli realizować w codziennym życiu. Konkretnym przejawem ich religijnych przekonań było postaranie się o usunięcie ze stanowiska proboszcza mierzeszyńskiej parafii księdza katolickiego i ustanowienie w jego miejsce kaznodziei ewangelickiego. Od tej pory aż do zakończenia drugiej wojny światowej katolicy będą stanowić w Mierzeszynie zdecydowaną mniejszość.
Na okres dzierżawy Jana II von Schorz przypada zdarzenie, które spowodowało nawiązanie szczególnych stosunków Mierzeszyna z Gdańskiem. W dniu 30 września 1592 roku Arnold Uphagen z Ypern – przodek gdańskiego rajcy Jana Uphagena – kupił od Jakuba Schorkowskiego wolne od pańszczyzny wójtostwo w Mierzeszynie za 390 marek, a inwentarz za 220 marek. Dopiero w roku 1609 nastąpiło potwierdzenie tego faktu przez króla polskiego. Rodzina Uphagenów nie rezydowała w Mierzeszynie, mieszkali na stałe w Gdańsku, a wójtem w imieniu Arnolda Uphagena był Lorenz Georgsen.
W 1664 roku została przeprowadzona przez koronę polską lustracja. Podczas niej odnotowano, że Mierzeszyn ma 60 włók, z czego wójta jest 6, proboszcza 4, a chłopskich 50. Dawniej było 25 chłopów, którzy płacili 24 floreny od włóki. A obecnie, czyli w 1664 roku, jest tylko 13 chłopów, wśród nich dwóch karczmarzów, którzy płacili dawniej po 100 florenów podatku, a obecnie płacą 60 florenów.
W 1662 roku Mierzeszyn został kupiony przez Franza von Buy. Kolejnymi dzierżawcami Mierzeszyna byli: Franciszek Maksymilian Ossoliński – późniejszy podskarbi koronny i Ignacy Czarliński, który zmarł w 1725 roku. W 1726 roku Mierzeszyn kupiła rodzina Brochwicz-Trembeckich za 15 tys. florenów-guldenów i aż do 1773 roku figurowali oni jako dziedzice majątku w Mierzeszynie.

### Okres zaboru pruskiego (1772–1919)

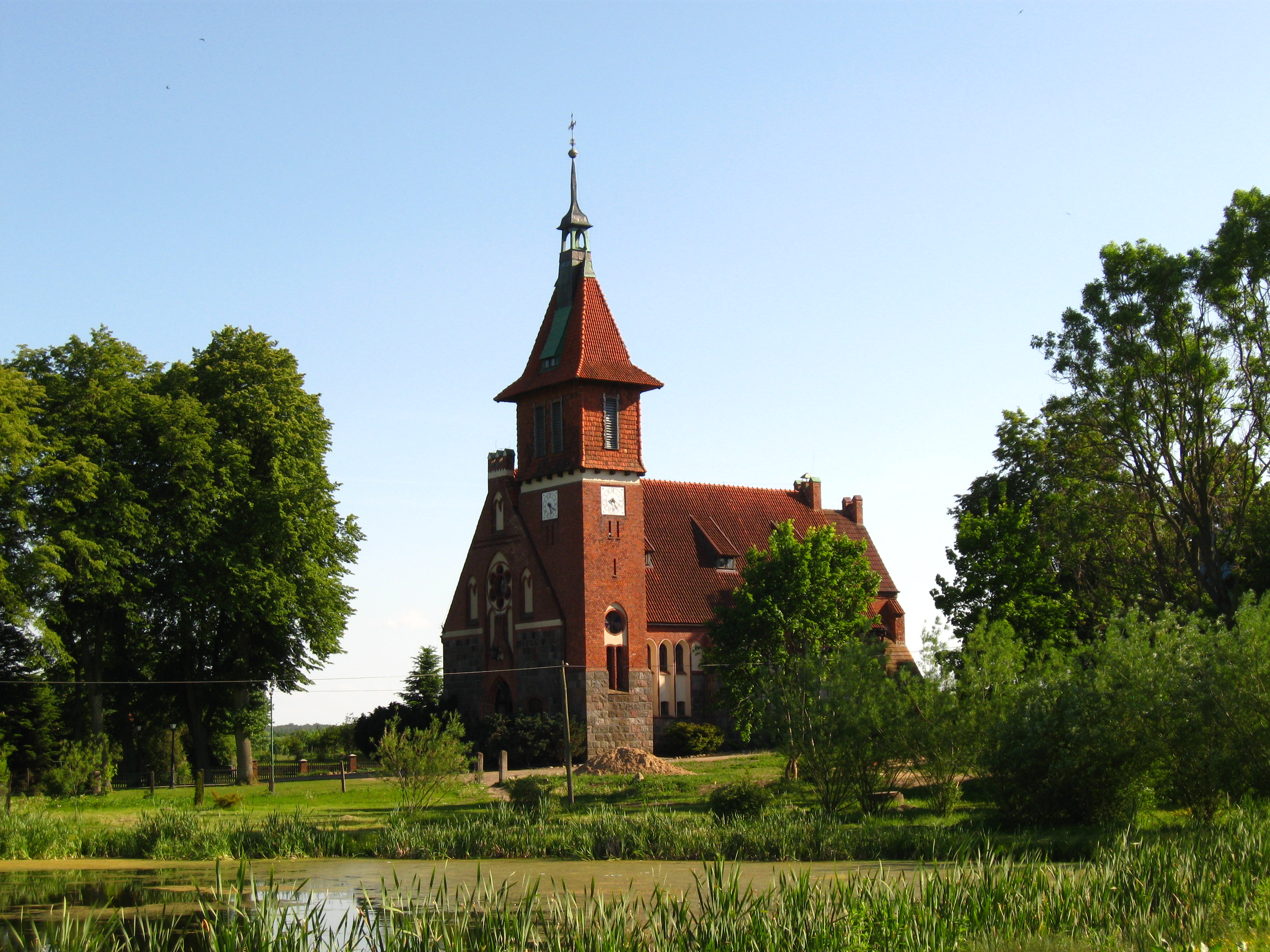
Kościół ewangelicki

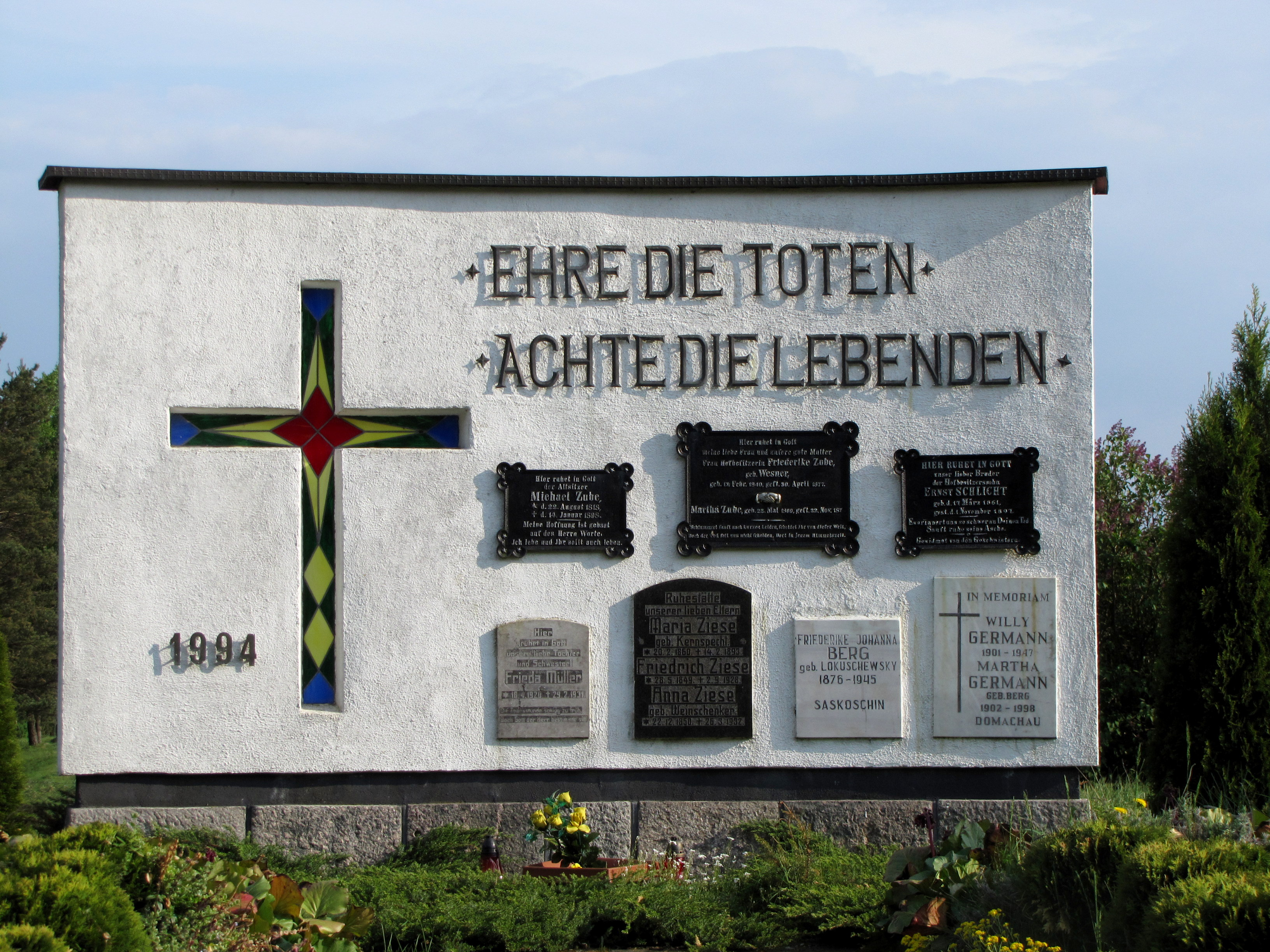
Cmentarz ewangelicki

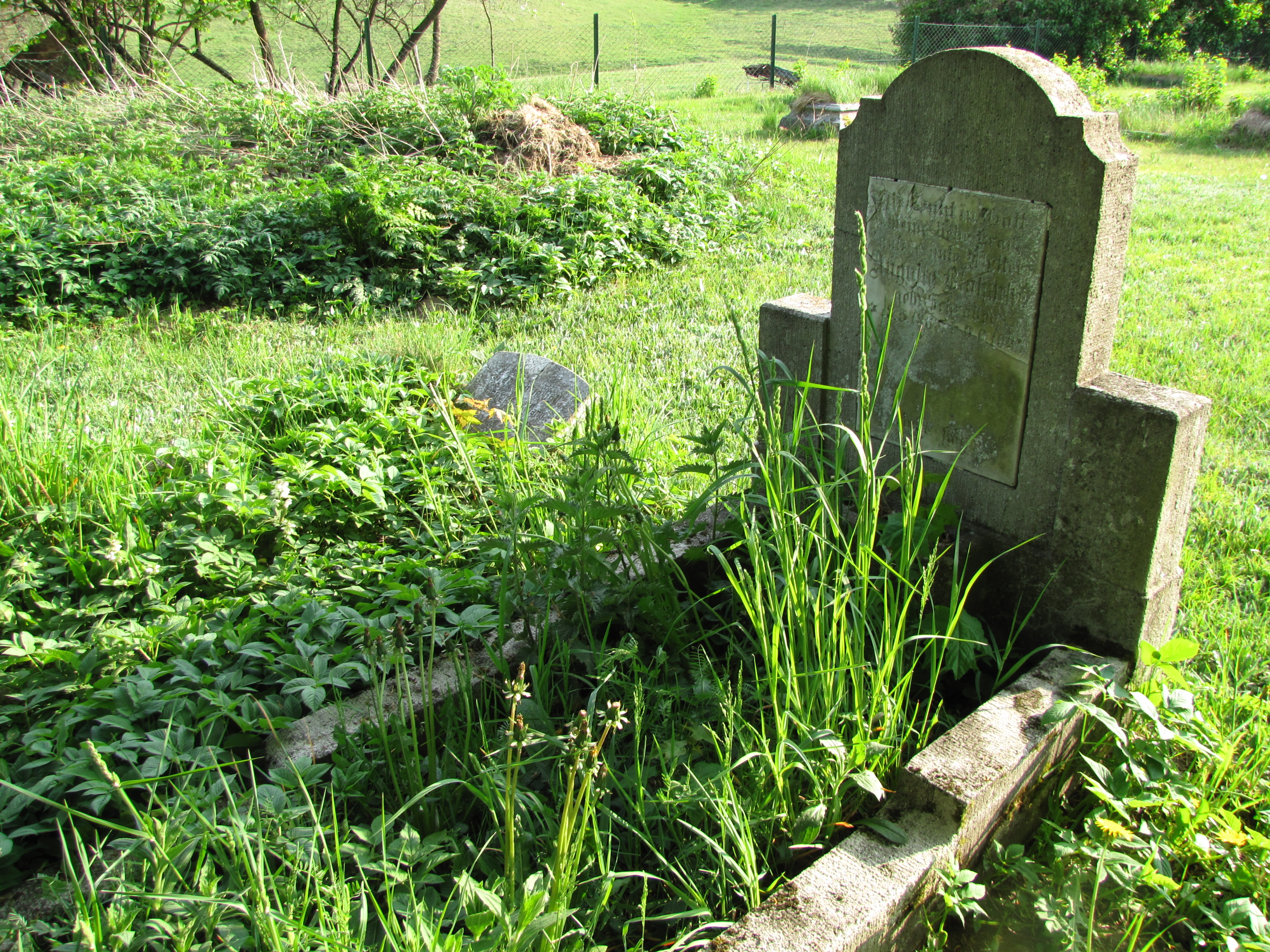
Grób na cmentarzu ewangelickim

Pierwszy rozbiór Polski spowodował, że Mierzeszyn wraz z okolicznymi wioskami został włączony w granice państwa pruskiego. W roku 1773 w Mierzeszynie zamieszkiwało 27 chłopów, wśród nich: Trender, Marschinke, Reinke, Schlicht, Meller, Engler, Rick, Kindel, Leonhardt, Klort, Kuhnke, Temp, Lenser, Jahnke, Drewes. W wiosce była karczma powiązana z kuźnią oraz szkoła, w której uczył nauczyciel mieszkający na miejscu. Rodzina Trembeckich straciła Mierzeszyn, kiedy prośba o dziedziczne przekazanie wsi została odrzucona przez króla pruskiego. W 1781 roku, po śmierci ostatniego właściciela wioski, została ona przekazana na rzecz skarbu pruskiego. W latach 1793–1802 zawarto z chłopami z Mierzeszyna 24 umowy dotyczące wieczystej dzierżawy. Natomiast od roku 1819 – na podstawie zarządzenia królewskiego z 27 lipca 1808 roku – rząd pruski zaczął im przekazywać pełną i nieograniczoną własność ziemską.
W roku 1851 nastąpiło zniesienie opłat na rzecz właścicieli ziemskich. Mieli oni w roku 1869 w Mierzeszynie 27 posiadłości, chłopi zaś 45. W tym roku było 768 mieszkańców, którzy zamieszkiwali 80 domostw. Wieś należała do powiatu gdańskiego. Dwa lata później liczba mieszkańców wzrosła do 831, a domów do 93. Ustawą z 9 marca 1874 roku rząd pruski zdecydował o powstaniu Urzędu Stanu Cywilnego. Urzędy te przejęły między innymi prowadzenie ksiąg metrykalnych. Taki urząd powstał również w Mierzeszynie i funkcjonował do 1919 roku. Dnia 1 października 1891 roku został utworzony w Mierzeszynie urząd pocztowy. Obejmował on kilka okolicznych miejscowości i miał połączenie z urzędem pocztowym w Pruszczu Gdańskim.
W 1899 roku Mierzeszyn liczył 830 mieszkańców, spośród których zdecydowaną większość stanowili Niemcy – 726. Polaków było tylko 15, a Kaszubów 82. W roku 1905 liczba mieszkańców wzrosła do 838. Mieszkali oni w 118 domach na obszarze 1308,2 ha. Pięć lat później Mierzeszyn był prawie czysto niemieckojęzyczną wsią. Spośród 832 mieszkańców 827 posługiwało się językiem niemieckim. W roku 1903 dla udogodnienia dojazdu do wsi zbudowano szosę, którą zmodernizowano w 1907 roku.

### W granicach Wolnego Miasta Gdańska 1919–1939
Mierzeszyn po zakończeniu działań wojennych znalazł się w granicach utworzonego na podstawie Traktatu wersalskiego Wolnego Miasta Gdańska. Terytorium Wolnego Miasta Gdańska zamieszkiwała ludność przede wszystkim dwóch narodowości – niemieckiej, stanowiącej większość, i polskiej. Nie inaczej było w Mierzeszynie. Obraz tamtejszej sytuacji daje głosowanie w wyborach do Zgromadzenia Konstytucyjnego, które odbyły się 16 maja 1920 roku. W Mierzeszynie głosowało 162 Polaków, a Niemców ok. 600. W latach dwudziestych była już w Mierzeszynie szeroko rozwinięta działalność gospodarcza i usługowa. Mąkę wytwarzał w swoim młynie Jan Puchs. Produkcją wyrobów ceramicznych zajmował się August Aunterieb. Zakład stolarski prowadzili bracia Bruno i Hugo Patzke. Nowe zabudowania stawiali Friedrich Engler, Karl Lehrke i Friedrich Zube. Natomiast o świeży chleb dla mieszkańców troszczył się Fryderyk Abramowski. Prężnie była także prowadzona działalność usługowa. Był kowal, malarz, świadczono usługi krawieckie i fryzjerskie, buty naprawiał miejscowy szewc. Istniał sklep mięsny, spożywczy i pasmanteryjny. A goście przybywający do Mierzeszyna mogli zatrzymać się i posilić w trzech gospodach. Nadal działała poczta i na miejscu był lekarz i dentysta.
Z chwilą gdy narodowi socjaliści zaczęli zdobywać coraz większe wpływy we władzach Wolnego Miasta Gdańska tzn. po roku 1933, sytuacja ludności polskiej mieszkającej na terenie miasta pogorszyła się. Tak również było w Mierzeszynie. Wielu mieszkańców bardzo szybko przyswoiło sobie idee narodowego socjalizmu. Dochodziło do skłócenia mieszkańców ze sobą. Wspaniałą postawę zachował w tej sytuacji proboszcz Johannes Paul Aeltermann, który – mimo narodowości niemieckiej – wszystkich swoich parafian traktował jednakowo i stanowczo sprzeciwiał się ideom narodowego socjalizmu oraz wszelkim jego postawom w czynie. Za swoją działalność był nieustannie prześladowany przez policję, aż w końcu 21 listopada 1939 roku został aresztowany, a następnego dnia rozstrzelany. Jego imię noszą dzisiaj miejscowa szkoła i plac w osadzie. 
Polacy mieszkający na terenie Wolnego Miasta Gdańska grupowali się wokół organizacji „Związek Polaków w Wolnym Mieście Gdańsku” założonej 13 czerwca 1933 roku. Oddział Związku istniał również w Mierzeszynie. Szczególną uwagę w swej działalności kładł związek na uodpornienie społeczności polskiej na wpływy niemieckiej kultury powodujące stopniową utratę tożsamości narodowej. Główny więc nacisk w tej działalności położono na organizację ośrodków kulturalnych, którymi były świetlice. Taką świetlicę otworzono również w Mierzeszynie (w 1935 - istnieje do dzisiaj). Do świetlicy przychodziła polska ludność wsi, aby porozmawiać z przyjaciółmi w ojczystym języku, poczytać polską prasę lub książki, a dzieci spędzały tu czas na grach i zabawach.
W czasie drugiej wojny światowej w szkole w Mierzeszynie przetrzymywano 43 działaczy polonijnych, których wywieziono następnie do obozów koncentracyjnych.

### W granicach Polski
Do 1954 roku miejscowość była siedzibą gminy Mierzeszyn. W latach 1954–1972 wieś należała i była siedzibą władz gromady Mierzeszyn. W latach 1945–1998 miejscowość administracyjnie należała do województwa gdańskiego.
25 maja 2019 oddano do użytku nową remizę OSP, 1 czerwca 2019 nad Jeziorem Małym otworzono nowo zorganizowane kąpielisko, a 21 grudnia 2022 roku otwarty został nowy ośrodek zdrowia.

## Zabytki
Według rejestru zabytków NID na listę zabytków wpisane są:
- kościół katolicki pw. świętego Bartłomieja z XIV w., odbudowany w XVIII w., z wieżą z XX w.; z plebanią, odnowioną po pożarze w 1870, nr rej.: A-311 z 5.09.1962. Kościół posiada narożne przypory o skromnych barokizowanych szczytach, przed fasadą neogotycka wieża z pocz. XX wieku[9].
- kościół poewangelicki pw. Najświętszego Serca Pana Jezusa z 1901, odrestaurowany w 1988[10], poświęcony jako katolicki 27 maja 1990, nr rej.: A-1110 z 2.04.1986
- Cmentarz ewangelicki, odnowiony w 1988[10], nr rej.: j.w.

Ponadto we wsi znajdują się:
- szkoła z 1866, miejsce przetrzymywania 43 Polaków w 1939
- kamienne kręgi, odkryte w 1842 przez dr. Berendta.